# Possessed by Fire
Possessed by Fire è il primo album in studio del gruppo musicale tedesco thrash metal Exumer, pubblicato nel 1986.

## Il disco
Il disco è uscito sia in vinile che in compact disc, edito rispettivamente dall'etichetta discografica Disaster (ma distribuito dalla SPV GmbH) e dalla Scratch Records, su licenza della stessa Disaster. Si tratta di uno dei primi album thrash tedeschi ed è stato prodotto e registrato nei Music Lab di Berlino, da Harris Johns, all'epoca produttore di molte band metal, tra cui anche gli Helloween, i Tankard e i Voivod.
Il CD è stato ristampato in versione rimasterizzata dalla High Vaultage nel 2001 e dalla End of the Light nel 2012, in entrambi i casi con l'aggiunta del demo di tre tracce A Mortal in Black del 1985.

## Tracce
Testi di Mem V. Stein, musiche di Exumer.
1. Possessed by Fire – 4:55
2. Destructive Solution – 3:46
3. Fallen Saint – 4:01
4. A Mortal in Black – 4:02
5. Sorrows of the Judgement – 3:10
6. Xiron Darkstar – 3:11
7. Reign of Sadness – 3:41
8. Journey to Oblivion – 4:20
9. Silent Death – 5:03

Traccia aggiuntiva ristampe in CD
1. Silent Death – 5:03

Tracce bonus ristampe in CD
A Mortal in Black demo 1985
1. A Mortal in Black (demo) – 4:28
2. Scanners (demo) – 3:41
3. Silent Death (demo) – 5:47

## Formazione
- Mem Von Stein - voce, basso
- Ray Mensh - chitarra
- Bernie Siedler - chitarra
- Syke Bornetto - batteria